# 찰스 크럼
찰스 크럼(Charles Vincent Crumb, Jr, 1942년 ~ 1993년 2월)은 미국 출신의 예술가, 만화가, 만화 스토리작가이다.
1942년 미국 펜실베이니아주 필라델피아에서 태어났다. 아웃사이더 아티스트로 활동했다. 언더그라운드 만화가인 로버트 크럼의 형제로 유명하다.

## 같이 보기
- 로버트 크럼
- 맥슨 크럼